# 1984年夏季奥林匹克运动会射击比赛
1984年夏季奥林匹克运动会射击比赛在美国举行。

## 奖牌榜

### 各国奖牌榜
| 排名 | 国家／地区      | 金牌 | 银牌 | 铜牌 | 總數 |
| ---- | --------------- | ---- | ---- | ---- | ---- |
| 1    | 美国（USA）     | 3    | 1    | 2    | 6    |
| 2    | 中国（CHN）     | 3    | 0    | 3    | 6    |
| 3    | 意大利（ITA）   | 1    | 1    | 1    | 3    |
| 4    | 法国（FRA）     | 1    | 1    | 0    | 2    |
| 5    | 英国（GBR）     | 1    | 0    | 3    | 4    |
| 6    | 加拿大（CAN）   | 1    | 0    | 0    | 1    |
| 6    | 日本（JPN）     | 1    | 0    | 0    | 1    |
| 8    | 奥地利（AUT）   | 0    | 1    | 0    | 1    |
| 8    | 哥伦比亚（COL） | 0    | 1    | 0    | 1    |
| 8    | 丹麦（DEN）     | 0    | 1    | 0    | 1    |
| 8    | 秘鲁（PER）     | 0    | 1    | 0    | 1    |
| 8    | 罗马尼亚（ROU） | 0    | 1    | 0    | 1    |
| 8    | 瑞典（SWE）     | 0    | 1    | 0    | 1    |
| 8    | 瑞士（SUI）     | 0    | 1    | 0    | 1    |
| 8    | 西德（FRG）     | 0    | 1    | 0    | 1    |
| 16   | （AUS）         | 0    | 0    | 1    | 1    |
| 16   | 芬兰（FIN）     | 0    | 0    | 1    | 1    |

### 男子比赛项目
| 項目                  | 金牌                    | 银牌                          | 铜牌                  |
| 10米空气步枪 （詳細） | 菲利普·埃贝莱（法国）   | Andreas Kronthaler（奥地利）  | 巴里·达格尔（英国）   |
| 50米手枪 （詳細）     | 许海峰（中国）          | 朗纳·斯卡诺克（瑞典）         | 王义夫（中国）        |
| 25米快射手枪 （詳細） | 蒲池猛夫（日本）        | 科尔内留·扬（罗马尼亚）       | Rauno Bies（芬兰）    |
| 50米步枪卧姿 （詳細） | 爱德华·埃特泽尔（美国） | 米歇尔·比里（法国）           | 迈克尔·沙利文（英国） |
| 50米步枪三姿 （詳細） | 马尔科姆·库珀（英国）   | Daniel Nipkov（瑞士）         | 阿利斯特·艾伦（英国） |
| 50米移动靶 （詳細）   | 李玉伟（中国）          | 赫尔穆特·贝林罗特（哥伦比亚） | 黄世平（中国）        |

### 女子比赛项目
| 項目                  | 金牌                | 银牌                    | 铜牌                 |
| 10米空气步枪 （詳細） | 帕特·斯珀金（美国） | 埃迪特·古夫勒（意大利） | 吴小旋（中国）       |
| 25米快射手枪 （詳細） | 琳达·汤姆（加拿大） | Ruby Fox（美国）        | 帕特里夏·登奇（）    |
| 50米步枪三姿 （詳細） | 吴小旋（中国）      | 乌尔丽克·霍尔默（西德） | Wanda Jewell（美国） |

### 混合比赛项目
| 項目                | 金牌                      | 银牌                        | 铜牌                           |
| 不定向飛靶 （詳細） | 卢恰诺·焦万内蒂（意大利） | 弗朗西斯科·博萨（秘鲁）     | Daniel Carlisle（美国）        |
| 定向飛靶 （詳細）   | 马修·德赖克（美国）       | Ole Riber Rasmussen（丹麦） | 卢卡·斯克里巴尼·罗西（意大利） |

## 参赛国家
| - 安道尔（2） - 阿根廷（6） - （9） - 奥地利（10） - 巴林（4） - 比利时（6） - 玻利维亚（4） - 巴西（8） - 加拿大（17） - 智利（4） - 中国（17） - 中华台北（3） - 哥伦比亚（14） - 哥斯达黎加（3） - 塞浦路斯（4） - 丹麦（3） - 厄瓜多尔（4） |  | - 埃及（9） - 萨尔瓦多（1） - 芬兰（10） - 法国（15） - 英国（18） - 希腊（5） - 危地马拉（4） - 香港（7） - 印度（8） - 印度尼西亚（2） - 爱尔兰（2） - 以色列（3） - 意大利（12） - 日本（15） - 约旦（7） - （2） - 黎巴嫩（4） |  | - 列支敦士登（2） - 卢森堡（1） - 马来西亚（1） - 马耳他（2） - 墨西哥（8） - 摩纳哥（4） - 荷兰（4） - 新西兰（3） - 挪威（7） - 阿曼（8） - 巴布亚新几内亚（2） - 巴拉圭（6） - 秘鲁（7） - 菲律宾（1） - 葡萄牙（5） - 波多黎各（2） - （4） |  | - 罗马尼亚（6） - 圣马力诺（10） - 沙特阿拉伯（6） - 塞内加尔（2） - 韩国（18） - 西班牙（11） - 瑞典（14） - 瑞士（9） - 叙利亚（1） - 泰国（17） - 土耳其（2） - 美国（20） - （3） - 委内瑞拉（5） - 西德（18） - 南斯拉夫（6） - 津巴布韦（3） |